# 三好章
三好 章（みよし あきら、1929年（昭和4年）11月4日 - 2004年（平成16年）8月14日）は、日本の政治家。第11代福山市長（4期）。位階は正五位。旭日中綬章受章。

## 経歴
広島県芦品郡駅家村（現・福山市）出身。宜山尋常小学校（現・福山市立宜山小学校）卒業。1970年、旧駅家町議になり、1972年に三栄石油を設立し、代表取締役に就任する。その後、福山市議となり、議長を務める。
1991年8月4日に行われた福山市長選挙に、首相就任直前の宮澤喜一の支援と日本社会党や民社党、連合の推薦を受けて立候補。亀井静香の支援を受けた徳永光昭（元市長の徳永豊の子）らを破り初当選した。
在職中の1998年4月1日に福山市は中核市に移行した。2003年2月3日に内海町と新市町を編入。同年8月の市長選で元衆議院議員の山田敏雅らを破り、4選を果たす。最初の選挙こそ投票率は50.09％であったが、その後の投票率は23.18％（1995年）、28.67％（1999年）、33.45％（2003年）といずれも低調であった。
2004年7月6日、体調不良で入院。8月9日付で市長を辞職したが、8月14日に呼吸不全のため死去した。死没日付をもって正五位、旭日中綬章が追贈された。
同年9月5日に行われた市長選では、この年に市職員から助役になった羽田皓が初当選した。